# فرانک دانلوپ
فرانک دانلوپ (انگلیسی: Frank Dunlop؛ زادهٔ ۱۵ فوریهٔ ۱۹۲۷) کارگردان نمایش اهل بریتانیا است. وی دانش‌آموختهٔ کالج دانشگاهی لندن است.
از فیلم‌هایی که وی در آن‌ها نقش داشته‌است، می‌توان به زمستان آخر اشاره نمود.